# 路德维希·阿希姆·冯·阿尔尼姆

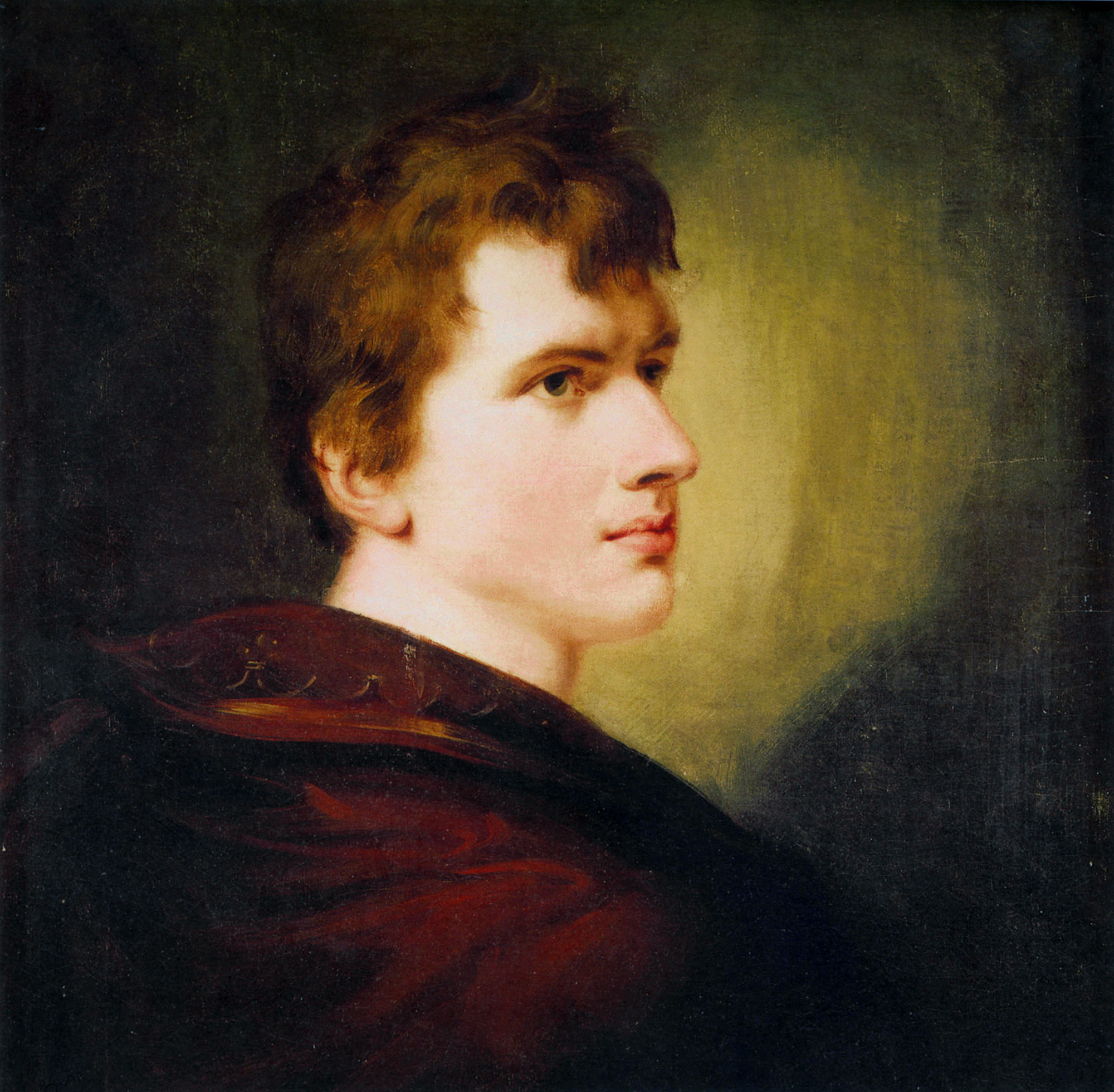
阿尔尼姆画像

路德维希·阿希姆·冯·阿尔尼姆（德語：Ludwig Achim von Arnim，1781年1月26日—1831年1月21日），德国作家，海德堡浪漫派的代表人物。
阿尔尼姆出生于柏林，从小受普鲁士容克贵族教育。1798年至1801年间，曾在哈雷大学、哥廷根大学就读，获医学博士。1805年起，他与另一位浪漫派作家克莱门斯·布伦塔诺一起在海德堡居住。这里成为了当时德国浪漫派作家的活动中心之一，后在文学史上被称为海德堡浪漫派。他与布伦塔诺一同收集整理德国民间诗歌，并出版了民歌集《少年魔号》。1811年，他与布伦塔诺的妹妹、同为作家的贝蒂娜·布伦塔诺成婚。1813年，阿尔尼姆参加了反拿破仑战争。后回到维珀斯多夫，在此经营农庄。1831年去世。